# Zonsverduistering van 2 oktober 2024
De zonsverduistering van 2 oktober 2024 betrof een ringvormige zonsverduistering die te zien was boven de Stille Oceaan, delen van Zuid-Amerika en delen van Antarctica. Het pad waar een ringvormige eclips waargenomen kon worden, ging voornamelijk over de Stille Oceaan, maar ook over Chili en Argentinië.
In de Benelux vond geen eclips plaats.

## Externe links

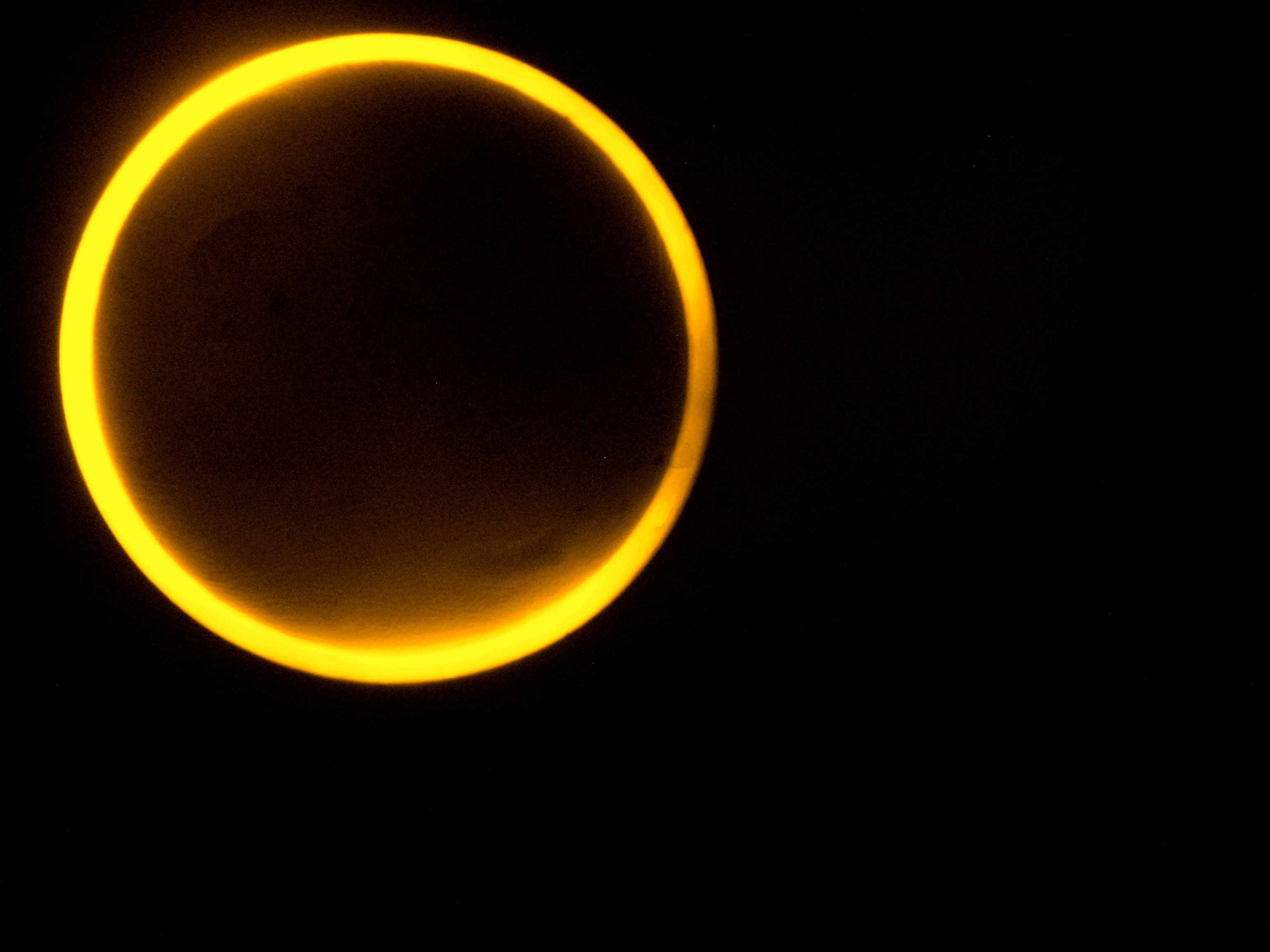
Ringvormige eclips in Tres Cerros, Santa Cruz

## Limieten
| Fenoneem                    | Code | Tijdstip (UTC) |
| --------------------------- | ---- | -------------- |
| Eerste contact bijschaduw   | P1   | 15:42:46,5     |
| Eerste contact kernschaduw  | U1   | 16:50:24,3     |
| Kernschaduw compleet vanaf  | U2   | 16:56:31,0     |
| Bijschaduw compleet vanaf   | P2   | 18:15:30,2     |
| Maximum eclips              | GE   | 18:44:51,3     |
| Bijschaduw compleet t/m     | P3   | 19:13:39,1     |
| Kernschaduw compleet t/m    | U3   | 20:32:56,9     |
| Laatste contact kernschaduw | U4   | 20:39:04,5     |
| Laatste contact bijschaduw  | P4   | 21:46:47,1     |